# Prosper Poullet
Prosper Poullet (Lovanio, 9 dicembre 1868 – Lovanio, 23 dicembre 1935) è stato un politico belga.
È stato Primo ministro dal 17 giugno 1925 al 20 maggio 1926.

## Biografia
Prosper Poullet è nato in una famiglia di funzionari, giudici e insegnanti. Dopo la scuola dai Giusefiti a Lovanio, ha fatto i suoi studi universitari a Lovanio e ottiene la laurea in giurisprudenza e dottore in filosofia e lettere. Nel 1893 è stato nominato docente, poi professore presso la stessa università, sia dalla scuola di legge che la scuola di scienze politiche e sociali.
In qualità di membro dell'ala cristiano-democratico del partito cattolico ha corso una carriera brillante ed è stato titolare di molti importanti incarichi politici.
Poullet era il figlio di Edmond Poullet (1839-1882) e Pauline Ernst (1840-1903). Suo padre era un professore presso l'Università di Lovanio, avvocato, membro dell'Accademia Reale del Belgio, e il grande nipote di Yves Joseph Poullet. Prosper Poullet ha sposato nel 1894 Marie-Louise Monge Franeau (Lovanio 1871-1953). Hanno avuto sei figli.

## Mandati politici
Dal 1904-1911 Poullet era consigliere comunale di Lovanio e 1900-1908 consigliere provinciale del Brabante.
Dal 1908 fino alla sua morte è stato membro della Camera dei Rappresentanti. È stato presidente durante la sessione 1918-1919.
Dal 1911 fino a poco prima della sua morte ha ricoperto diversi incarichi ministeriali a capo dei vari dipartimenti. La sua carriera politica è stata coronata dalla carica di primo ministro tenuta nel 1925-1926.
Il 30 dicembre 1925 ha ricevuto la concessione del titolo di visconte, trasmessa per ordine di primogenitura maschile. È stato fatto ministro di Stato il 20 maggio 1926.

## Pubblicazioni
- Les institutions françaises de 1794 à 1814. Essai sur les origines des institutions belges contemporaines, Bruxelles, 1907
- Manuel de droit privé international, Louvain, 1925
- La question flamande, in: Revue catholique des idées et des faits, 1921
- Le problème des langues, in: Revue catholique des idées et des faits, 1922

## Letteratura
- Ludovic Moyersoen, Prosper Poullet en de politiek van zijn tijd, Bruges, 1946
- V. BRANDTS, Edmond Poullet, in: Biographie nationale de Belgique, T. XVIII, Bruxelles, col. 113-114
- Theo LUYKX, Politieke geschiedenis van België, Bruxelles, 1964
- Paul VAN MOLLE, Le parlement belge, 1894-1972, Anvers, 1972
- Herman VAN GOETHEM, Prosper Poullet, in: Nationaal Biografisch Woordenboek, Deel XIII, 668.
- Herman VAN GOETHEM, Prosper Poullet, in: Nieuwe encyclopedie van de Vlaamse Beweging, Tielt, 1998